# Walking in the Rain
«Walking in the Rain» (en español: «Caminando bajo la lluvia») es el sexto sencillo del álbum de Grace Jones Nightclubbing. La canción fue originalmente compuesta y grabada por la banda australiana Flash and the Pan e incluido en su álbum debut homónimo.
La canción fue incluida en el documental de música de Jones A One Man Show, y una foto del video para esta canción fue utilizada más tarde como la portada de la reedición de 1985 de Warm Leatherette.

## Remix
La canción fue lanzada en varios remixes, entre ellos uno de 7:30 en versión 12" en el cual se incluyó doblajes vocales, aún inéditos en CD, lamentablemente omitido en el álbum recopilatorio Private Life: The Compass Point Sessions.

## Lista de canciones
- US 7" single (1981)

1. «Walking In The Rain» - 4:18
2. «Pull Up To The Bumper» - 4:40

- UK 7" single (1981) WIP6739

1. «Walking In The Rain» (Remix editado, Reino Unido) - 4:05
2. «Compass Point Allstars: Peanut Butter» (Instrumental de "Pull Up To The Bumper") - 3:05

- GE 7" single (1981) 103 701

1. «Walking In The Rain» - 4:18
2. «Pull Up To The Bumper» - 4:40

- AU 7" single (1981) K 8546

1. «Walking In The Rain» (Versión 7") - 3:52
2. «Peanut Butter» (Instrumental de "Pull Up To The Bumper") - 3:07

- UK 12" single (1981) 12WIP 6739

1. «Walking In The Rain» (Remix Reino Unido) 7:29
2. «Pull Up To The Bumper» (Remix) - 7:17

- GE 12" single (1981) 600459-213

1. «Walking In The Rain» (Versión Larga) - 7:25
2. «Pull Up To The Bumper» (Versión Disconet) - 7:15
3. «Peanut Butter» (Instrumental de "Pull Up To The Bumper") - 3:05

- AU 7" single (1981)

1. «Walking In The Rain» (Versión Editada) - 3:52
2. «Peanut Butter» (Instrumental de "Pull Up To The Bumper") - 3:07

- AU 12" single (1981) X 13079

1. «Walking In The Rain» (Versión Editada) - 4:58
2. «Peanut Butter» (Instrumental de "Pull Up To The Bumper") - 3:05
3. «Feel Up» (Versión Extendida) - 5:06

- Datos: Q7962498